# Bundesstraße 79
De Bundesstraße 79 (ook wel B79) is een bundesstraße die door de Duitse deelstaten Nedersaksen en Saksen-Anhalt loopt.
De B79 begint bij Wolfenbüttel en loopt verder langs de stad Halberstadt en verder naar Quedlinburg. De B79 is ongeveer 69 km lang.

## Routebeschrijving
Nedersaksen
De B79 begint bij afrit Wolfenbüttel-Nord aan de A36. De weg loopt in zuidoostelijke richting door de stad Wolfenbüttel, Wendessen, Denkte, Wittmar, Remlingen, Semmenstedt waar ze samenloopt met de B82, Roklum, Winnigstedt en Mattierszoll. Ten zuiden van Mattierszoll volgt de deelstaatgrens met Saksen-Anhalt.
Saksen-Anhalt
De weg loopt verder in  door Osterwieck-Hessen, langs Dardesheim ze samenloopt met de B244, door Athenstedt, Aspenstedt, Halberstadt waar ze samenloopt met de B81 en Harsleben. De B79 sluit bij afrit Quedlinburg-Zentrum aan op de A36.
B1 · B3 · B3n · B4 · B5 · B6 · B6n · B27 · B51 · B61 · B64 · B65 · B68 · B69 · B70 · B71 · B72 · B73 · B74 · B74n · B75 · B79 · B80 · B82 · B83 · B188 · B190n · B191 · B195 · B207 · B209 · B210 · B211 · B212 · B213 · B214 · B215 · B216 · B217 · B218 · B238 · B239 · B240 · B241 · B242 · B243 · B243a · B244 · B245a · B247 · B248 · B322 · B401 · B402 · B403 · B404 · B408 · B431 · B433 · B434 · B435 · B436 · B437 · B438 · B439 · B440 · B441 · B442 · B443 · B444 · B445 · B446 · B447 · B461 · B475 · B482 · B490 · B493 · B494 · B495 · B496 · B497 · B524 · B530
B1 · B2 · B4 · B6 · B6n · B7 · B19 · B27 · B62 · B71 · B71n · B79 · B80 · B81 · B84 · B85 · B86 · B87 · B88 · B89 · B90 · B91 · B92 · B93 · B94 · B95 · B96 · B97 · B98 · B99 · B100 · B101 · B107 · B115 · B156 · B169 · B170 · B171 · B172 · B172a · B172b · B173 · B174 · B175 · B176 · B178 · B180 · B181 · B182 · B183 · B183a · B184 · B185 · B186 · B187 · B187a · B188 · B189 · B190 · B190n · B242 · B243 · B244 · B245 · B245a · B246 · B246a · B247 · B248 · B248a · B249 · B250 · B278 · B280 · B281 · B282 · B283 · B285